# Assaut (Saint-Pierre)
El Assaut de St. Pierre es un equipo de fútbol de Martinica que juega en la Campeonato Nacional de Martinica, la primera categoría de fútbol en el país.

## Historia
Fue fundado en el año 1942 en la ciudad de Saint-Pierre, Martinica como un club multideportivo, el cual también cuenta con una sección en atletismo, el cual tiene como su mejor época la década de los años 1960s, en donde el club ganó la mayor parte de sus títulos, aunque no juega en el Campeonato Nacional de Martinica desde la temporada 2012/13.
El club cuenta en total con 5 títulos de liga, 7 de copa y 5 títulos internacionales.

## Palmarés
- Campeonato Nacional de Martinica: 5

1963, 1966, 1967, 1968, 1973
- Copa de Martinica: 6

1964, 1965, 1966, 1967, 1968, 2000
- Copa de Francia (Martinica): 1

1966
- Campeonato de las Antillas-Guyana: 3

1963, 1966, 1968
- Coupe Théolade: 2

1963, 1968